# Konopie
Konopie (Cannabis L.) – rodzaj roślin należący do rodziny konopiowatych. Rodzaj dość powszechnie uznawany jest przez botaników za monotypowy z konopiami siewnymi (Cannabis sativa) jako jedynym gatunkiem. Część badaczy wydziela jednak kilka gatunków w obrębie rodzaju. Koncepcja wyróżnienia konopi indyjskich pojawiła się po raz pierwszy w roku 1783 w "Encyclopedique de botanique". Gatunek został opisany przez Jeana Baptiste Pierre Antoine de Monet de Lamarcka. Badania genetyczne na roślinach pochodzących z różnych części świata potwierdzają politypową koncepcję rodzaju i pozwalają wyróżnić konopie siewne, indyjskie i dzikie oraz siedem taksonów domniemanych. Wyniki te pozwalają przypisać pulę genową roślin uprawianych na nasiona i włókna w Europie, Azji Mniejszej, Azji środkowej do C. sativum. Rośliny należące do puli genowej C. indica uprawiane są na nasiona i włókna w Azji wschodniej, jako narkotyk w Azji południowej, Afryce i Ameryce Łacińskiej oraz rosną jako rośliny dzikie w Indiach i Nepalu. Trzecia pula genowa obejmuje rośliny ruderalne w Azji środkowej. Rośliny określane jako konopie dzikie C. ruderalis rejestrowane m.in. w Europie i Polsce, są zdziczałymi formami C. sativa i ich odrębność taksonomiczna jest wątpliwa.
Siostrzanym rodzajem jest chmiel Humulus. Prawdopodobnie pierwotnym miejscem występowania konopi są okolice jeziora Kuku-nor na Wyżynie Tybetańskiej, skąd rodzaj rozprzestrzenił się do Europy około 6 mln lat temu i wschodnich Chin nieco ponad 1 milion lat temu. Najstarsze pozostałości pyłku na południe od Himalajów datowane są na około 325 600 lat temu, a w Japonii na około 10 000 lat temu.
Podział na gatunki
- konopie siewne Cannabis sativa L.

Gatunki, których odrębność taksonomiczna jest kwestionowana:
- konopie indyjskie Cannabis indica Lam.
- konopie dzikie Cannabis ruderalis Janisch.